# Gerhard Woratz
Gerhard Woratz (* 3. August 1908 in Königsberg, Preußen; † 20. Mai 1997 in Remagen) war ein deutscher Verwaltungsjurist und Ministerialbeamter. Er war von 1968 bis 1974 der Bundesbeauftragte für den Steinkohlenbergbau und die Steinkohlenbergbaugebiete.

## Leben
Der gebürtige evangelische Preuße Gerhard Woratz studierte Rechtswissenschaften an der Universität Erlangen, wo er 1936 zum Dr. jur. promoviert wurde. Im Jahr 1937 legte er das Assessorexamen ab.
Im Anschluss trat Woratz 1938 in den Dienst des Reichswirtschaftsministeriums und war dort bis 1945 tätig. In der neuen Bundesrepublik zog es Woratz erneut in den Staatsdienst, sodass er 1951 als Hilfsreferent im Referat IV C 1 (Textil und Bekleidung) im Bundesministerium für Wirtschaft anfing. Dort stieg er schnell auf und übernahm 1952 die Leitung des Referates IV C 6 (Nahrungs- und Genussmittel, Tabak) und 1955 die Leitung der Unterabteilung IV A (Eisen- und Metallwirtschaft). Er leitete ab 1956 zusätzlich das Referat IV A 6 (Interzonenhandel) und war von 1959 bis 1964 Leiter der Unterabteilung IV C (Sonstige Industrien). Woratz avancierte 1964 zum Leiter der Abteilung E (Europäische zwischenstaatliche Zusammenarbeit) und leitete als Ministerialdirektor anschließend von 1964 bis 1968 die Abteilung III (Bergbau, Energie und Wasserwirtschaft, Eisen und Stahl, Mineralöl, EGKS).
Nach einiger Zeit als Leiter der Bergbauabteilung wurde er 1968 schließlich zum Bundesbeauftragten für den Steinkohlenbergbau und die Steinkohlenbergbaugebiete im Amt eines Ministerialdirektors (B 10) ernannt. Im Jahr 1974 schied er aus diesem Amt aus und sein Nachfolger wurde in Personalunion der Leiter der Abteilung III, Ministerialdirektor Ulrich Engelmann. Das Amt existierte danach noch bis 1977.
Woratz heiratete 1940 Charlotte Prüfer.

## Auszeichnungen (Auswahl)
- Großes Bundesverdienstkreuz (28. Juli 1971)

## Veröffentlichungen (Auswahl)
- Der Interzonenhandel mit dem sowjetisch besetzen Gebiet Deutschlands: Vortrag auf der Interzonenhandels-Veranstaltung des Deutschen Industrie- und Handelstages und der Industrie- und Handelskammer. Düsseldorf 1957.
- Verzug, Unmöglichkeit und positive Vertragsverletzung als Ursachen des Rücktrittsrechts beim Sukzessivlieferungsvertrag. Dissertation, Erlangen 1936.